# Cornufer cheesmanae
Cornufer cheesmanae es una especie de anfibios de la familia Ceratobatrachidae.

## Distribución geográfica
Es endémica de la isla de Nueva Guinea.  